# Włodzimierz Kasperski
Włodzimierz Kasperski (ur. 5 marca 1894 w Mińsku Litewskim, zm. 7 września 1960) – podpułkownik dyplomowany kawalerii Wojska Polskiego.

## Życiorys
Urodził się 5 marca 1894 roku w Mińsku Litewskim jako syn Piotra. 3 maja 1922 roku został zweryfikowany w stopniu porucznika ze starszeństwem z 1 czerwca 1919 roku i 72. lokatą w korpusie oficerów jazdy (od 1924 roku – kawalerii), a jego oddziałem macierzystym był 3 Pułk Strzelców Konnych w Wołkowysku. 31 marca 1924 roku został mianowany rotmistrzem ze starszeństwem z 1 lipca 1923 roku i 57. lokatą w korpusie oficerów jazdy.
Następnie był oficerem sztabu w Dowództwie 1 Dywizji Kawalerii w Białymstoku. Z dniem 2 listopada 1926 roku, po zdaniu egzaminów wstępnych i zaliczeniu stażu liniowego, został przydzielony do Wyższej Szkoły Wojennej w Warszawie, w charakterze słuchacza Kursu 1926/1928. Z dniem 31 października 1928 roku, po ukończeniu kursu i uzyskaniu dyplomu naukowego oficera Sztabu Generalnego został przydzielony do Dowództwa 3 Dywizji Kawalerii w Poznaniu na stanowisko oficera sztabu. Wiosną 1929 roku, po rozformowaniu 3 DK, przeniesiony został do Dowództwa Brygady Kawalerii „Toruń” w Toruniu, w którym pełnił obowiązki szefa sztabu. 31 marca 1930 roku został przeniesiony z Dowództwa Okręgu Korpusu Nr VIII w Toruniu do Dowództwa Brygady Kawalerii „Poznań” w Poznaniu na stanowisko szefa sztabu. 17 grudnia 1931 roku został mianowany majorem ze starszeństwem z 1 stycznia 1932 roku i 8. lokatą w korpusie oficerów kawalerii. Z dniem 1 grudnia 1933 roku przeniesiony został do Dowództwa Okręgu Korpusu Nr VIII w Toruniu. W 1935 roku na łamach Przeglądu Kawaleryjskiego opublikował artykuł zatytułowany „Rozwój motoryzacji a organizacja Wielkiej Jednostki Kawalerii”. W 1939 był I zastępcą dowódcy 20 Pułku Ułanów w Rzeszowie.
W czasie kampanii wrześniowej 1939 był sztabowym oficerem do zleceń dowódcy Armii „Karpaty”.
W 1940 roku dowodził 1 Oddziałem Rozpoznawczym im. Księcia Józefa Poniatowskiego. Na jego czele walczył w kampanii francuskiej, w składzie 1 Dywizji Grenadierów. Dostał się do niemieckiej niewoli. Przebywał w Oflagu VII A Murnau (numer jeniecki „11443”). Po zakończeniu II wojny światowej wrócił do kraju i został zarejestrowany w jednej z rejonowych komend uzupełnień.
Pochowany na Cmentarzu Rakowickim w Krakowie (kwatera 8 WOJ-płn-5).

## Ordery i odznaczenia
- Medal Wojska[18]
- Złoty Krzyż Zasługi – 11 listopada 1937 „za zasługi w służbie wojskowej”[19]
- Srebrny Krzyż Zasługi – 25 maja 1929 „za zasługi w zwalczaniu akcji dewrsyjnej na terenie województw wschodnich”[20][21]
- Krzyż Wojenny (Francja)[18]
- Gwiazda za Wojnę 1939–1945[18]
- Medal Obrony[18]
- Medal Wojny 1939–1945[18]